# 다가오는 일본과의 전쟁
《다가오는 일본과의 전쟁》(The Coming War with Japan)은 지정학 분석가 조지 프리드먼(George Friedman)과 메러디스 르바드(Meredith LeBard)가 1991년에 공동 집필한 책으로, 일본이 미국에 대한 경제적 위협으로 부상함에 따라 양국 간의 또 다른 갈등이 불가피하다고 주장한다. 이 책의 일본어판 제목은 《다가오는 일본과의 전쟁: '제2차 태평양 전쟁'은 불가피하다》 (ザ・カミング・ウォー・ウィズ・ジャパン: 「第二次太平洋戦争」は不可避だ, za kamingu uoo whizu japan: "dai ni ji Taiheiyōsensō" wa fukahi da)이다.
프리드먼과 르바드는 20년 내에 미국과 일본 간의 무력 충돌이 발생할 것이라고 예측했지만, 이는 실현되지 않았고, 일본 경제는 결국 버블 경제 붕괴로 침체에 빠졌다. 이 책은 특히 일본에서 상업적으로 성공을 거두었으나, 비판적인 평가도 받았다. 이후의 분석에서는 이 책을 미국 내 반일 감정 또는 미국의 경제적 도전에 대한 반응과 같은 경제적 도전을 받는 국가들에 대한 미국의 부정적 인식의 사례로 언급하고 있다.

## 집필 배경
프리드먼과 르바드는 둘 다 해리스버그에서 강의하던 시절에 이 책을 집필했다. 프리드먼은 디킨슨 대학교에서 정치학을, 르바드는 해리스버그 지역 커뮤니티 칼리지에서 글쓰기 수업을 가르쳤다. 프리드먼은 1989년에 이 아이디어를 구상했고, 책의 가독성을 높이기 위해 르바드를 공동 저자로 참여시켰다. 책이 집필될 당시, 프리드먼과 르바드 둘 다 일본을 방문한 적이 없었다.
이 책의 출간은 1990년 6월, 가제 《제2차 미·일 전쟁》(The Second U.S.-Japanese War)으로 처음 발표되었으며, 프리드먼은 "향후 20년 이내에 미·일 간 주요 갈등, 심지어 무력 충돌이 일어날 가능성이 충분하다"는 주장을 담고 있다고 밝혔다.
책은 미국에서 1991년 5월 1일 처음 출간되었다.
또한 일본어로 번역되어 1991년 5월 21일 일본에서 출간되었으며, 번역은 고가야바시 사치(Sachi Kogabayashi)가 맡았고, 출판은 도쿠마 쇼텐에서 진행되었다.

## 요약
프리드먼과 르바드는 이 책에서, 당시 소비에트 연방이 붕괴 상태에 있으며 냉전이 끝나가고 있었기 때문에, 미국이 일본과 충돌할 가능성이 더 커졌다고 주장한다. 미국은 더 이상 일본의 경제적 침범을 용인할 이유가 없었기 때문이다. 이들은 미국과 일본 간의 일련의 무역 전쟁이 양국의 단절로 이어질 것이라고 예측했다.
저자들은 또한 1930~40년대의 제국 일본처럼 일본이 원자재 자원을 확보하려 하며, 미국을 서태평양 지역에서 몰아내려고 할 것이라고 보았다. 이들은 미국과 일본 간의 열전(hot war)을 피할 수 있는 유일한 대안은 "길고 고통스러운 냉전"이라고 보았다.
이 책은 유럽에 대해서도 예측했는데, 1992년까지의 유럽 통합으로 인해 미국이 유럽 및 소련 시장에서 "밀려날 것"이라 했다. 이어서 저자들은 이러한 변화가 고립주의와 "재팬 배싱(Japan-bashing)"의 확산으로 이어지고, 1992년 미국 대선에서 후보자들이 일본산 수입품 배제 정책을 내세우게 될 것이라고 예상했다.
프리드먼과 르바드는 일본군이 빠르게 "세계적인 수준의 군사력"으로 성장할 수 있다고 보았으며, 일본국 헌법 제9조는 "법률적 허상"일 뿐이며, 일본의 재무장이나 침략을 막지 못할 것이라 보았다. 이에 대응하기 위해, 저자들은 미국 해군의 병력을 1991년 수준으로 유지하고 미국 해병대 병력을 두 배로 증강하며, 그 비용은 미국 육군과 전략군 감축을 통해 충당해야 한다고 주장했다.
이들은 일본과 미국 간의 충돌이 "한 세대 내"에 벌어질 것이라 보고, 세계는 열전 이전의 "새로운 냉전 상태"로 진입할 것이라고 예상했다. 이 전쟁의 명분(casus belli)은 미국이 일본에 대한 원자재 공급을 차단하는 것이 될 것으로 예측했다.
책에 실린 지도에서는 아시아-태평양 지역이 2000년까지 미국과 일본의 영향권으로 나뉘는 것으로 그려졌는데, 인도네시아, 북한, 말레이시아, 태국, 미얀마는 일본의 동맹국으로, 대만, 오스트레일리아, 싱가포르, 대한민국은 미국의 영향권으로 설정되었다. 중국, 베트남, 몽골, 필리핀, 라오스, 캄보디아는 "경합 지역"으로 묘사되었다.
초판 책 표지에는 "앞으로 20년 내에 갈등이 고조되어 무력 충돌, 즉 제2차 미일 전쟁으로까지 발전할 가능성—아니, 확률—이 높다"고 쓰여 있었으며,
이후 판에서는 이 문장이 긍정적인 서평으로 교체되었다.

## 평가

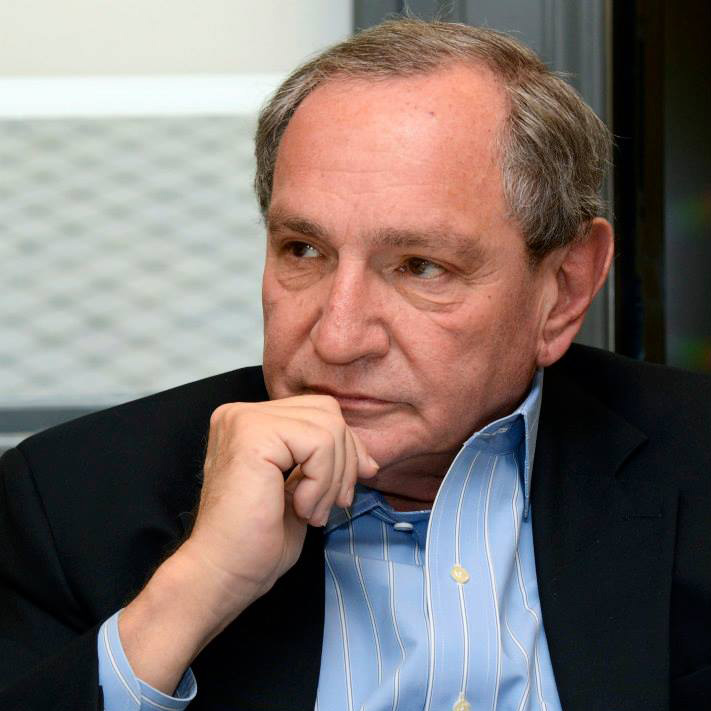
2017년 조지 프리드먼

1991년 5월, 《뉴욕 리뷰 오브 북스》의 제임스 팰로스(James Fallows)는 이 책에 대해 비판적인 서평을 남겼다. 그는 이 책이 "자신이 주장하는 바를 입증하지 못했다"며, 《다가오는 일본과의 전쟁》은 "설득력은 없지만 멍청하지도 않다"고 평가했다. 또한 "20년 후에는 잠수함 전투에 대한 경고가 우스꽝스럽게 보일 것"이라고 덧붙였다.
같은 해 9~10월, 《챌린지 (저널)》에 실린 빅터 V. 픽(Victor V. Fic)의 서평은 책에 대해 엇갈린 평가를 내렸다. 그는 이 책이 "용기와 솔직함 면에서는 존경받을 만하다"고 하면서도, "프리드먼과 르바르드의 전쟁 예측은 단단한 기반보다는 헐거운 돌처럼 보이는 가정들 위에 서 있다"고 비판했다. 또한 미국이 양국 간 긴장의 모든 책임을 진다고 보는 책의 관점은 "반일주의라는 비난을 상쇄하려는 것"이라고 언급했다.
《포린 폴리시》의 레이 S. 클라인(Ray S. Cline)은 1991년 가을 이 책을 "편향적이고 자극적인 책"이라고 평했다.
1991년 7월 《파이낸셜 타임스 오브 캐나다》의 닐 보이드(Neil Boyd)는 이 책이 "구식의 아이디어에 기초하고 있으며, 평화가 가능하다는 생각을 지나치게 쉽게 배제한다"고 평가했다. 《이코노미스트》는 같은 해 7월 서평에서 저자들을 "경고적"이라 평하며, 미일 관계가 이들이 설명한 것보다 훨씬 더 복잡하고 긴밀하다고 비판했다.
게이오 대학 경제학 교수 시마다 하루오(Haruo Shimada)는 이 책을 "매우 위험하다"며, "미국인들이 잘못된 정보를 믿게 만들 수 있다"고 경고했다. 《분게이슌주》 소속 사에키 쇼이치(Shoichi Saeki)는 "미일 간 전쟁 예측은 상식적인 사람이라면 웃을 것"이라고 말했다.
《재팬 타임스》의 제프 킹스턴(Jeff Kingston)은 이 책이 "공상적인 가정과 단순화된 분석"에 기반하고 있으며, 책의 결론을 수용하려면 "불가능한 일련의 사건"을 받아들여야 한다고 비판했다. 그는 또한 "미일 간 깊은 유대를 간과했다"며, 미국이 일본에 대한 광범위한 제재를 가할 경우 경제적으로도 큰 타격을 받을 것이라고 경고했다. 《비즈니스 도쿄》(Business Tokyo)는 이 책을 "자극적인 잡문"이라고 혹평했다.
미 해병대 중령 게리 앤더슨(Gary Anderson)은 1992년 봄 《해군전쟁대학 리뷰》에서 "이 책은 비판받을 만한 주장들을 담고 있지만, 사고를 자극한다"고 평가하면서도, 저자들이 제시한 갈등은 불가피하지 않다고 언급했다.
미 육군 공병학교 분석가 제브 스튜어트(Jeb Stewart)는 1992년 11월 《엔지니어 (잡지)》에 실린 서평에서, 이 책이 중국과 일본 관계의 중요성을 간과했고, 일본의 탄도미사일 방어 투자 가능성을 무시했다고 지적하며 "논리적 결함이 있다"고 평가했다.
이 책은 미국에서 첫 9개월 동안 4만 부가 팔렸고, 일본에서는 첫 3주 만에 6만 부가 판매되었다. 1992년 2월까지 일본어판은 35만~40만 부가 팔렸으며, 이 책을 바탕으로 한 다큐드라마는 1991년 12월 7일 일본 텔레비전에서 방영되었다.

## 유산
1994년 3월, 프리드먼과 르바드는 일본의 거품경제 붕괴, NAFTA의 결성, 그리고 그들이 표현한 일본 자유민주당의 붕괴를 자신들의 예측이 실현되고 있는 증거로 언급하며, 미국이 곧 일본과의 무역수지 적자를 더 이상 용납하지 않게 될 것이며, 이로 인해 "무역 갈등을 훨씬 넘어서는 다음 국면의 무대가 준비될 것"이라고 경고했다.
프리드먼과 르바드는 부부이며, 이후 함께 『The Future of War: Power, Technology and American World Dominance in the Twenty-First Century』와 『The Intelligence Edge: How to Profit in the Information Age』를 저술했다. Friedman은 이후에도 『The Next 100 Years』(2009), 『The Next Decade』(2011) 등 미래 예측서를 지속적으로 출간했으며, 전자에서는 2050년대 미국과 일본 간 전쟁을 다시 예측했다.
프리드먼과 르바드의 미국-일본 간 충돌 예측은 그들이 제시한 20년 내 시간 안에는 발생하지 않았으며, 2025년 현재에도 발생하지 않았다. 미국의 대일본 인식은 1991년 이후 호의적으로 변화했으며, 2021년 2월의 갤럽 조사에서는 미국인의 84%가 일본을 "매우 호의적" 또는 "대체로 호의적"이라고 응답했는데, 이는 1991년 11월의 48%에서 크게 증가한 수치이다.

### 비판
이 책은 회고적 분석에서 당시의 반일 감정과 더불어, 미국 내 반아시아 감정의 맥락 속에서 논의되었으며, 역사 수정주의적 텍스트들과 함께 평가되기도 했다.
2005년 출간된 『The Columbia Guide to Asian American History』에서 게리 요. 오키히로는 이 책과 『The Coming Conflict with China』 모두 "일본과 중국이 미국을 경제적·정치적 경쟁자이자 적대국으로 간주한다는 깊고 지속적인 인식, 나아가 문명의 충돌이라는 관점에 기반한다"고 평했다. 다만 그는 프리드먼과 르바드가 "재팬 배싱"이라는 표현 자체는 부정했다고도 덧붙였다.

2013년 출간된 『Japan-Bashing: Anti-Japanism Since the 1980s』에서 Narrelle Morris는 이 책을 1980년대에 발표된 일본과의 충돌 경고들과 비교했는데, 그 예로 헨리 스콧스토크스가 1986년에 미국이 "자멸적인" 핵무장 일본에 직면할 수 있다고 경고한 발언을 들 수 있다.